# Tenaza Peak
Tenaza Peak är en bergstopp i Antarktis. Den ligger i Östantarktis. Nya Zeeland gör anspråk på området. Toppen på Tenaza Peak är 1 345 meter över havet, eller 167 meter över den omgivande terrängen. Bredden vid basen är 4,0 km.
Terrängen runt Tenaza Peak är kuperad åt sydost, men åt nordväst är den bergig. Trakten är obefolkad. Det finns inga samhällen i närheten.